# 马雷克·乌尔里希
马雷克·乌尔里希（德語：Marek Ulrich，1997年1月12日—）生于德绍，是一名德国男子游泳运动员，主攻仰泳。马雷克的双胞胎兄弟Hendrik同样是游泳选手，但在18岁时结束运动生涯。马雷克也曾于2018年年初时一度宣布退役，不過他表示，在观看2019年世界游泳锦标赛后，重新找回游泳的动力，并在同年年底重新开始游泳训练，乌尔里希在2021年5月参加了欧洲游泳锦标赛，这是他复出后参加的首场国际赛事。